# Triatlo nos Jogos Pan-Americanos de 2015
As competições de triatlo nos Jogos Pan-Americanos de 2015 em Toronto, Canadá, ocorreram nos dias 11 e 12 de julho no canal oeste do lago Ontário. O triatlo é um esporte que combina três modalidades distintas, nas quais os competidores disputam visando obter o melhor tempo geral. Nos dois dias de competição, os triatletas iniciaram competindo 1,5 quilômetro de natação em mar aberto e, em seguida, transitaram para o ciclismo, em um percurso de quarenta quilômetros. Por fim, os triatletas percorreram dez quilômetros em corrida.
No primeiro evento realizado, a prova feminina, a chilena Bárbara Riveros conquistou a medalha de ouro. O pódio foi completado pela mexicana Paola Díaz (prata) e pela bermudense Flora Duffy (bronze). No dia seguinte, o México venceu a competição masculina com Crisanto Grajales, que foi seguido pelo estadunidense Kevin McDowell e pelo mexicano Irving Pérez.

## Antecedentes
O triatlo estreou nos Jogos Pan-Americanos de 1995, em Mar del Plata. Até a edição de 2015, os Estados Unidos lideravam com onze medalhas conquistadas, sendo cinco ouros: Karen Smyers (1995), Hunter Kemper (2003), Andy Potts e Julie Ertel (2007), e Sarah Haskins (2011). Canadá e Brasil aparecem nas posições seguintes, os canadenses mantém vantagem com uma prata e três bronzes a mais do que os brasileiros. Com o ouro de Gilberto González em 1995, a Venezuela ocupa a quarta posição. A quinta posição pertence ao Chile, que possuí uma medalha de prata de Bárbara Riveros, em 2011. Por fim, a Argentina ocupa a última posição com os dois bronzes de Oscar Galíndez.

## Qualificação
Nesta edição, os eventos individuais do triatlo foram planejados para serem disputados por setenta triatletas (35 no feminino e 35 no masculino). Na distribuição de vagas para as disputas, foram estabelecidas cotas destinadas aos comitês nacionais e não aos esportistas individualmente. Pelo sistema da qualificação, os comitês nacionais obtiveram, no geral, a cota de até três triatletas por gênero. Assim cada comitê escolheu, a partir de critérios próprios, os triatletas para compor sua delegação enviada ao Pan de Toronto.
O Canadá, como país-sede, obteve automaticamente seis vagas (três por gênero). As demais vagas (64, ou 32 por gênero) foram definidas a partir de competições anteriores (dezesseis, no total), da posição individual de triatletas na classificação mundial da União Internacional de Triatlo no dia 30 de abril de 2015 (39 vagas, no total) e de convites feitos pela Confederação Americana de Triatlo (CAMTRI).

## Eventos
Os eventos do triatlo foram programados para dois dias do calendário do Pan de Toronto: um dia para a competição feminina e outro para a competição masculina. O primeiro evento foi o da elite feminina às 8 horas e 30 minutos (horário local) do sábado, 11 de julho. No dia seguinte, realizou-se o evento elite masculina às 8 horas e 30 minutos (horário local).
| Julho                | 7 | 8 | 9 | 10 | 11 | 12 | 13 | 14 | 15 | 16 | 17 | 18 | 19 | 20 | 21 | 22 | 23 | 24 | 25 | 26 |
| -------------------- | - | - | - | -- | -- | -- | -- | -- | -- | -- | -- | -- | -- | -- | -- | -- | -- | -- | -- | -- |
| Individual feminino  |   |   |   |    | 1  |    |    |    |    |    |    |    |    |    |    |    |    |    |    |    |
| Individual masculino |   |   |   |    |    | 1  |    |    |    |    |    |    |    |    |    |    |    |    |    |    |
| Triatlo (total)      |   |   |   |    | 1  | 1  |    |    |    |    |    |    |    |    |    |    |    |    |    |    |

|  | Dia de competição |  | Dia de final |

O local dos eventos foi principalmente o canal oeste do lago Ontário, mas também se estendeu até a avenida Lake Shore. O circuito da natação, primeira disciplina do esporte, iniciou em um canal fechado, enquanto que as competições de ciclismo e corrida aconteceram nas seis faixas da avenida Lake Shore. Todo o percurso foi fechado para a proteção dos atletas.
Assim, o triatlo individual feminino estreou no dia 11 de julho, abrindo a participação desse esporte nesta edição dos Jogos Pan-Americanos. A brasileira Pâmella Oliveira liderou a transição entre natação e ciclismo, sendo seguida pela bermudense Flora Duffy. Esta última manteve o bom desempenho e encerrou o ciclismo na primeira colocação; contudo, foi ultrapassada pela chilena Barbara Riveros na segunda transição. Riveros liderou o restante do evento, conquistando a medalha de ouro. Paola Díaz, do México, avançou sete posições na reta final do percurso e ficou com a segunda colocação. Por fim, o pódio foi completado por Duffy. A conquista da chilena representou a primeira medalha do país nesta edição do evento multiesportivo, bem como se tornou a primeira chilena a conquistar a medalha de ouro na história do triatlo nos Jogos Pan-Americanos.
No dia seguinte, o triatlo masculino foi realizado. Na primeira transição, o mexicano Irving Pérez assumiu a liderança com 19 minutos e 10 segundos, mas perdeu posições durante o ciclismo. O estadunidense Kevin McDowell e o mexicano Crisanto Grajales estabeleceram uma disputa equilibrada na reta final. Grajales venceu a prova com um segundo de vantagem sobre o adversário. Pérez, por sua vez, recuperou-se na corrida e conquistou a medalha de bronze.
| Pos.                 | Triatleta                 | Tempo   | Dif.   |
| -------------------- | ------------------------- | ------- | ------ |
| Medalha de ouro      | CHI Bárbara Riveros       | 1:57:18 | —      |
| Medalha de prata     | MEX Paola Díaz            | 1:57:48 | +0:29  |
| Medalha de bronze    | BER Flora Duffy           | 1:57:56 | +0:37  |
| 4                    | ECU Elizabeth Bravo       | 1:58:13 | +0:55  |
| 5                    | USA Chelsea Burns         | 1:58:29 | +1:10  |
| 6                    | CAN Ellen Pennock         | 1:58:42 | +1:24  |
| 7                    | MEX Cecilia Pérez         | 1:58:48 | +1:30  |
| 8                    | USA Sarah Haskins         | 1:58:59 | +1:40  |
| 9                    | CAN Paula Findlay         | 1:59:55 | +2:36  |
| 10                   | BRA Pâmella Oliveira      | 2:00:05 | +2:47  |
| 11                   | ARG Romina Biagioli       | 2:00:38 | +3:20  |
| 12                   | ARG Romina Palacio        | 2:00:46 | +3:27  |
| 13                   | CAN Joanna Brown          | 2:02:04 | +4:45  |
| 14                   | CUB Leslie Amat Alvarez   | 2:02:19 | +5:00  |
| 15                   | CHI Valentina Carvallo    | 2:02:58 | +5:39  |
| 16                   | CRC Alia Cardinale        | 2:03:06 | +5:47  |
| 17                   | BRA Luisa Baptista        | 2:05:33 | +8:14  |
| 18                   | BRA Beatriz Neres         | 2:05:34 | +8:15  |
| 19                   | USA Erin Jones            | 2:05:52 | +8:34  |
| 20                   | PUR Melissa Rios          | 2:06:32 | +9:13  |
| 21                   | ECU Valeria Piedra        | 2:07:50 | +10:32 |
| 22                   | GUA Daniela Schoenfeld    | 2:08:23 | +11:04 |
| 23                   | CUB Lisandra Hernandez    | 2:09:31 | +12:13 |
| 24                   | GUA Barbara Schoenfeld    | 2:11:07 | +13:48 |
| 25                   | ECU Steffy Salazar        | 2:13:11 | +15:52 |
| 26                   | PER Délia Lopez           | 2:22:32 | +25:13 |
|                      | ARG Maria Victoria Rivero | DNF     | —      |
| PER Vivienne Paulett | DNF                       | —       |        |
| CUB Ana Arias        | DNF                       | —       |        |
| PER Lorena Imaña     | DNF                       | —       |        |
| PAR Nicole Wood      | DNF                       | —       |        |
| MEX Claudia Rivas    | DNF                       | —       |        |
| CHI Favia Diaz       | DNF                       | —       |        |
| PUR Militza Rios     | DNS                       | —       |        |

| Pos.                      | Triatleta                | Tempo   | Dif.   |
| ------------------------- | ------------------------ | ------- | ------ |
| Medalha de ouro           | MEX Crisanto Grajales    | 1:48:58 | —      |
| Medalha de prata          | USA Kevin McDowell       | 1:48:59 | +0:01  |
| Medalha de bronze         | MEX Irving Perez         | 1:49:05 | +0:07  |
| 4                         | ARG Gonzalo Tellechea    | 1:49:12 | +0:14  |
| 5                         | BAR Jason Wilson         | 1:49:19 | +0:21  |
| 6                         | ARG Luciano Taccone      | 1:49:25 | +0:26  |
| 7                         | CAN Andrew Yorke         | 1:49:31 | +0:33  |
| 8                         | USA Hunter Kemper        | 1:49:37 | +0:39  |
| 9                         | CRC Leonardo Chacón      | 1:49:52 | +0:54  |
| 10                        | CAN Tyler Mislawchuk     | 1:49:54 | +0:56  |
| 11                        | MEX Rodrigo Gonzalez     | 1:49:56 | +0:58  |
| 12                        | ECU Juan Andrade         | 1:50:02 | +1:04  |
| 13                        | COL Carlos Quinchara     | 1:50:04 | +1:06  |
| 14                        | CHI Felipe Barraza       | 1:50:15 | ++1:17 |
| 15                        | BRA Diogo Sclebin        | 1:50:24 | +1:26  |
| 16                        | ECU Ramón Matute         | 1:50:38 | +1:40  |
| 17                        | USA Eric Lagerstrom      | 1:50:51 | +1:53  |
| 18                        | CUB Michel Gonzalez      | 1:50:57 | +1:59  |
| 19                        | VEN Carlos Enrique Perez | 1:51:15 | +2:17  |
| 20                        | VEN Carlos Alfredo Perez | 1:51:23 | +2:25  |
| 21                        | BRA Reinaldo Colucci     | 1:51:24 | +2:26  |
| 22                        | BRA Danilo Pimentel      | 1:51:52 | +2:54  |
| 23                        | ARG Martin Bedirian      | 1:53:23 | +4:25  |
| 24                        | ARU Renze Postma         | 1:55:45 | +6:46  |
| 25                        | ECU Andres Cabascango    | 1:56:49 | +7:50  |
| 26                        | URU Martin Oliver        | 1:57:29 | +8:31  |
| 27                        | GUA Gerardo Vergara      | 1:57:39 | +8:41  |
|                           | PUR Manuel Huerta        | DNF     | —      |
| NCA Hennert Mayorga       | DNF                      | —       |        |
| PAN Billy Gordon          | DNF                      | —       |        |
| BOL Alvaro Santos Ipabary | DNF                      | —       |        |
| CHI Felipe Van de Wyngard | DNF                      | —       |        |
| CAN Kyle Jones            | DNF                      | —       |        |
| BIZ Amed Figueroa         | DNF                      | —       |        |
| CHI Gaspar Riveros        | DSQ                      | —       |        |

Legenda
| Recorde mundial                  | Recorde mundial (World record)               |                       | Recorde africano                      | Recorde africano (African) |                                           | Q | Classificado por posição (Qualified) |
| Recorde dos Jogos Pan-Americanos | Recorde pan-americano (Pan-American record)  | Recorde da América    | Recorde da América (Americas)         | q                          | Classificado por melhor tempo (Qualified) |   |                                      |
| Melhor marca do ano              | Melhor marca do ano (World leading)          | Recorde asiático      | Recorde asiático (Asian)              | DNS                        | Não largou (Did not start)                |   |                                      |
| Recorde nacional                 | Recorde nacional (National record)           | Recorde europeu       | Recorde europeu (European)            | DNF                        | Não terminou (Did not finish)             |   |                                      |
| Recorde pessoal                  | Recorde pessoal do atleta (Personal best)    | Recorde da Oceania    | Recorde da Oceania (Oceania)          | DSQ / DQ                   | Desclassificado (Disqualified)            |   |                                      |
| Recorde da temporada             | Recorde da temporada do atleta (Season best) | Recorde sul-americano | Recorde sul-americano (South America) | NM                         | Sem marca (No mark)                       |   |                                      |

## Medalhistas

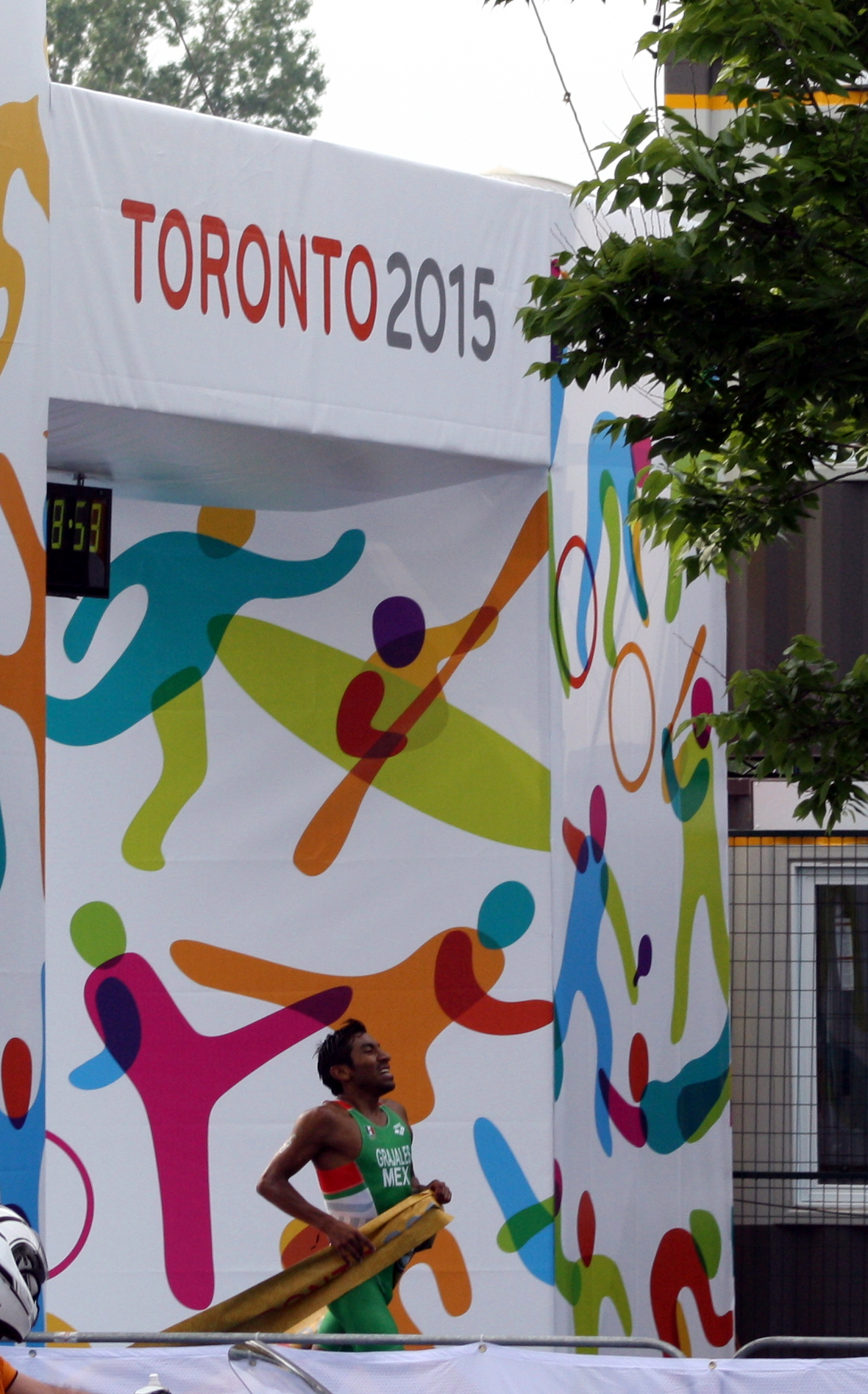
Crisanto Grajales durante o evento masculino.

A triatleta chilena Bárbara Riveros ganhou o evento feminino com trinta minutos de vantagem sobre a segunda colocada, a mexicana Paola Díaz. O pódio foi completado pela bermudense Flora Duffy. Já no masculino, os mexicanos Crisanto Grajales e Irving Pérez conquistaram as medalhas de ouro e bronze, respectivamente, enquanto o estadunidense Kevin McDowell ganhou a prata.
| Evento    | Ouro                         | Prata                             | Bronze                   |
| --------- | ---------------------------- | --------------------------------- | ------------------------ |
| Feminino  | Bárbara Riveros CHI Chile    | Paola Díaz MEX México             | Flora Duffy BER Bermudas |
| Masculino | Crisanto Grajales MEX México | Kevin McDowell USA Estados Unidos | Irving Pérez MEX México  |

## Quadro de medalhas
Nesta edição, o México encerrou na liderança do quadro de medalhas desse esporte, com as conquistas de Crisanto Grajales (ouro), Paola Díaz (prata) e Irving Pérez. O país não havia conquistado sequer uma medalha nas edições anteriores. O Chile conseguiu uma medalha de ouro e ficou com a segunda colocação. O quadro de medalhas foi completado com a prata dos Estados Unidos e o bronze de Bermudas.
| Ordem | País               | Medalha de ouro | Medalha de prata | Medalha de bronze |   |
| ----- | ------------------ | --------------- | ---------------- | ----------------- | - |
| 1     | MEX México         | 1               | 1                | 1                 | 3 |
| 2     | CHI Chile          | 1               |                  |                   | 1 |
| 3     | USA Estados Unidos |                 | 1                |                   | 1 |
| 4     | BER Bermudas       |                 |                  | 1                 | 1 |
| TOTAL | TOTAL              | 2               | 2                | 2                 | 6 |